# 939
939(구백삼십구) 938보다 크고 940보다 작은 자연수다.

## 수학
- 합성수로, 그 약수는 1, 3, 313, 939다. 진약수의 합은 317이므로, 939는 부족수다.
  - 282번째 반소수다. 앞의 반소수는 934, 다음 반소수는 943이다.
- {\displaystyle 939=11^{2}+17^{2}+23^{2}}
  - 공차가 6인 세 자연수의 제곱합으로 나타낼 수 있는 가장 큰 세 자리 수다. 이 성질을 지닌 앞의 수는 840, 다음 수는 1044다.
- {\displaystyle 5^{8}-1}은 939로 나누어떨어진다.

## 과학
- NGC 939(영어판): 에리다누스자리 방향에 있는 타원은하.

## 교통
- 939번 홋카이도도(일본어판)

## 문화유산
- 대한민국의 보물 제939호: 대불정여래밀인수증료의제보살만행수능엄경 권4~7, 8~10

## 기타
- 연도: 939년, 기원전 939년